# Mary F. Scranton
Mary F. Scranton (Belchertown, Massachusetts, 9 de diciembre de 1832 - 8 de octubre de 1909) era una metodista episcopal y misionera de la Iglesia. Fue la primera mujer representante de la Sociedad de Misioneros Extranjeros en Corea y fundadora de la Escuela Ewha de Chicas durante el gobierno del emperador Gojong. La Escuela Ewha de Chicas actualmente tiene el nombre de Universidad de Mujeres Ewha. Scranton también fundó el Tal Syeng Day School for Women en Seúl y la Escuela de Formación para Mujeres de Biblia.

## Biografía
Mary Fletcher nació el 9 de diciembre de 1832 en Belchertown, Massachusetts. Su padre fue el reverendo Erastus Benton, un ministro metodista episcopal. Se casó con William T. Scranton, con quien tuvo un hijo llamado William B. Scranton. Después de la muerte de su marido, se mudó a Ohio, donde creció su hijo. Allí se convirtió en activista de la iglesia Euclid Avenue United Methodist y de la Sociedad de Mujeres Misioneras Extranjeras (WFMS, por sus siglas en inglés). Cuando el hijo de Scranton, el doctor William B. Scranton, fue a realizar una misión metodista médica en Corea en 1884, la WFMS invitó a Scranton a ser la primera mujer misionera en Corea.

### Su vida en Corea
Aunque limitada por la falta de conocimientos del idioma, Scranton comenzó a trabajar para proporcionar educación cristiana a mujeres y niños. Solicitando ayuda financiera a la WFMS para comprar un terreno y unas cabañas, la construcción comenzó en febrero de 1886. Aunque no estaba terminada, la escuela abrió sus puertas en mayo de 1886 La primera alumna fue Kim, la concubina de un alto funcionario, pero se marchó tres meses después. La primera alumna permanente fue una niña (Kkon-nim) de la calle cuya madre estaba enferma de tifus; y su segunda alumna fue una huérfana. En 1887, el rey Gojong nombró a la escuela "Ehwa Haktang" o "flor de peral". Por las tardes, la escuela era el internado de los niños y los domingos iban a la iglesia metodista de la cercana Jeongdong.
Scranton y sus compañeros tuvieron grandes dificultades porque los coreanos desconfiaban en general de los extranjeros. Por lo general, resolvían las cosas por su cuenta, lo que limitaba la posibilidad de que aprendieran el idioma. Incluso a medida que avanzaba en edad, Scranton y sus compañeras persistieron, enseñando a los niños inglés. Más tarde, su plan de estudios incluiría la lengua coreana, el inglés y el chino clásico. Más tarde, se establecieron una escuela media y una primaria, empleando a mujeres coreanas como profesoras. Keller criticó un poco al primer grupo de misioneros por dar a sus alumnos coreanos nombres en inglés, en lugar de llamarlos por sus nombres coreanos. Sin embargo, Kim menciona que en la sociedad coreana de 1886, "las mujeres ni siquiera eran reconocidas con sus propios nombres, sólo como hija, hermana o madre de alguien. No tenían nombres propios". Sus nombres en inglés eran probablemente el único nombre que llevaban como mujeres individuales.
En 1895, Scranton dejó Ewha. Fundó la Escuela Diurna de Tal Syeng en Seúl y trabajó con la Iglesia Metodista Episcopal de Jung-Dong, la Iglesia Metodista Episcopal de Tal-Syeng y la Capilla Baldwin, y viajó a pueblos pequeños aunque era muy peligroso. También formó a mujeres en la evangelización a través de la Escuela de Formación para Mujeres de la Biblia. Poco a poco, la WFMS estableció iglesias, escuelas dominicales, hospitales y dispensarios, etc., y Corea empezó a aceptar lentamente a los misioneros extranjeros.
Scranton murió en Corea en 1909. El Salón Conmemorativo de Scranton en la Escuela Secundaria de Ewha fue nombrado en su honor. Durante la presidencia de Moohyun Roh, se amenazó con cerrar la universidad, pero el propio presidente decretó que era una universidad histórica y firmó un tratado para que siguiera en pie.

## Legado
El Centro de Liderazgo Femenino de Scranton, fundado en 2007 en el marco de la histórica Fundación de la Misión de las Mujeres Metodistas Coreanas de Estados Unidos, a través de la cual las organizaciones predecesoras de las Mujeres Metodistas Unidas emprendieron una amplia ayuda para la educación de las niñas coreanas en Corea y que sigue siendo un socio en la misión. El centro está estrechamente vinculado a las Mujeres Metodistas Unidas, ya que el comité de propiedades de la División de Mujeres selecciona la junta directiva de la fundación.
La Fundación Metodista Americana para la Misión de las Mujeres Coreanas se fundó en 1924 durante la ocupación japonesa de Corea. Las Sociedades Femeninas Misioneras Extranjeras de la Iglesia Metodista Episcopal y la Iglesia Metodista Episcopal del Sur establecieron muchas escuelas, iglesias y hospitales en Corea desde 1886, pero en 1924 se incorporaron para convertirse en una sola fundación. La misión de la American Methodist Korean Women's Mission Foundation era capacitar a las mujeres coreanas para que se convirtieran en personas íntegras en Jesucristo a través de la evangelización, la educación, la atención médica y los servicios sociales.
Durante el siglo XX, las iglesias metodistas de Estados Unidos pasaron por varias fusiones. En consecuencia, las organizaciones misioneras femeninas también se fusionaron. Las Sociedades Misioneras Extranjeras de Mujeres acabaron convirtiéndose en las Mujeres Metodistas Unidas, y éstas en su oficina nacional.
En la década de 1970, la mayor parte de las propiedades y la gestión de escuelas, iglesias, hospitales y centros comunitarios que poseía la División Femenina se transfirieron a los líderes e instituciones coreanas. Hoy, el Consejo de Administración de la Fundación es totalmente coreano. Con el importante crecimiento económico de Corea y sus contribuciones al campo misionero mundial, la División Femenina decidió ampliar la misión de la Fundación de la Misión Femenina Metodista Americana de Corea a otras partes de Asia y del mundo.
En 2007, se estableció el Centro de Liderazgo Femenino Scranton como oficina de programas de la Fundación para continuar con la herencia de la Sra. Scranton y de las madres fundadoras de las Mujeres Metodistas Unidas de todo el mundo. Las exalumnas norteamericanas de la Escuela Secundaria Femenina de Ewha decidieron recaudar fondos para becas en honor a la Sra. Mary F. Scranton. En 2009, donaron una cantidad importante de fondos para becas al Centro de Liderazgo Femenino de Scranton, para que las mujeres de los países en desarrollo pudieran ir a la escuela como lo hizo la señora Scranton con las mujeres coreanas.
El Centro de Liderazgo Femenino de Scranton se fundó con el objetivo de crear oportunidades educativas para las mujeres de los países en desarrollo y formar a mujeres líderes para la iglesia y la sociedad.